# Fouchères (Aube)
Fouchères ist eine französische Gemeinde mit 507 Einwohnern (Stand: 1. Januar 2022) im Département Aube in der Region Grand Est (vor 2016 Champagne-Ardenne). Sie gehört zum Kanton Bar-sur-Seine im Arrondissement Troyes. 

## Geographie
Fouchères liegt etwa 18 Kilometer südsüdöstlich von Troyes an der Seine.
Nachbargemeinden sind Chappes im Norden und Westen, Chauffour-lès-Bailly im Norden und Nordosten, Courtenot im Osten, Virey-sous-Bar im Osten und Südosten sowie Jully-sur-Sarce im Süden und Südosten.

## Bevölkerungsentwicklung
| Jahr                      | 1962 | 1968 | 1975 | 1982 | 1990 | 1999 | 2006 | 2011 | 2016 |
| ------------------------- | ---- | ---- | ---- | ---- | ---- | ---- | ---- | ---- | ---- |
| Einwohner                 | 350  | 332  | 313  | 386  | 414  | 450  | 469  | 533  | 526  |
| Quelle: Cassini und INSEE |      |      |      |      |      |      |      |      |      |

## Sehenswürdigkeiten
- Kirche La Nativité-de-la-Vierge, seit 1840 Monument historique
- Schloss Vaux, seit 1980 Monument historique
- Brücke über die Seine, Monument historique

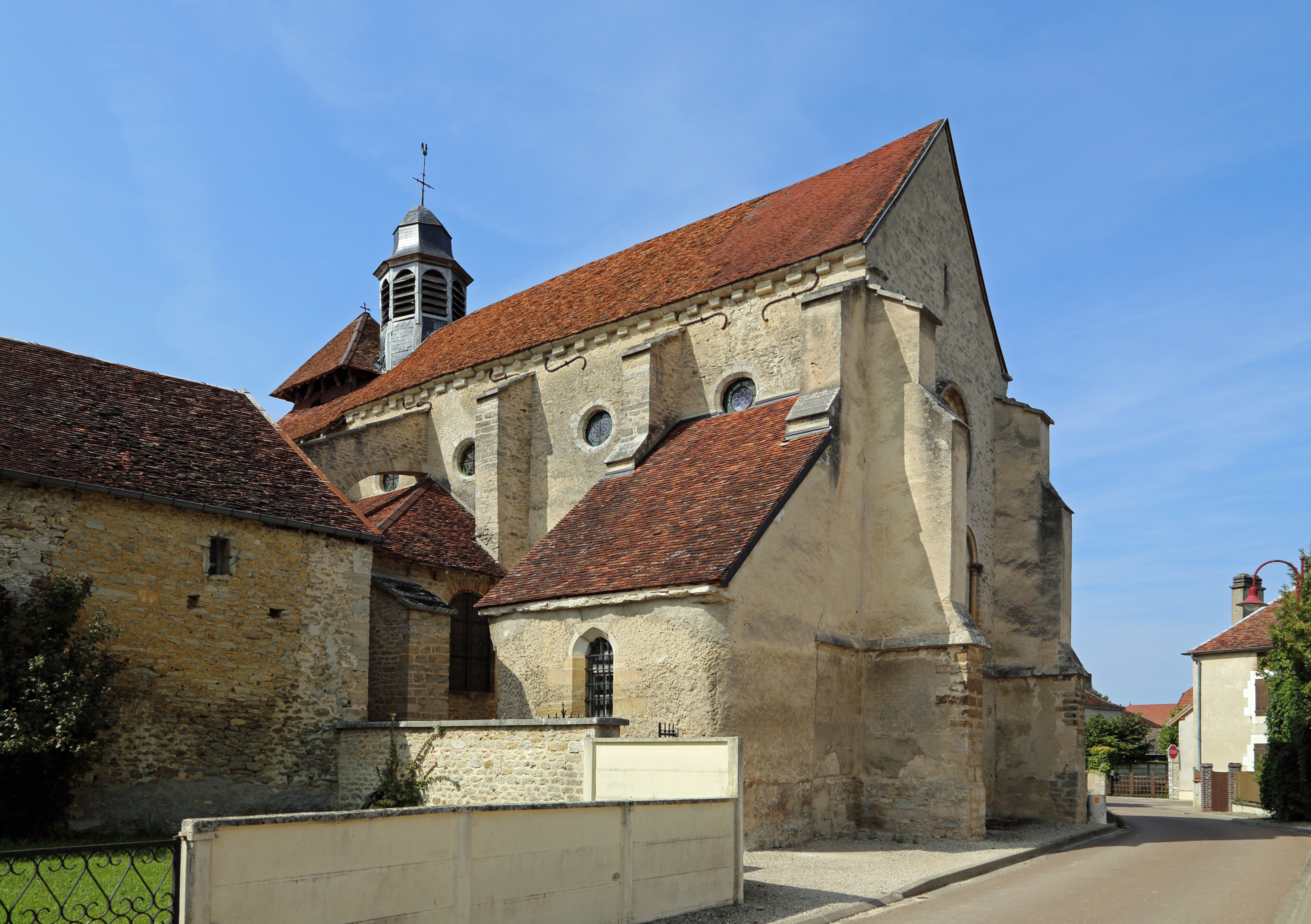
Kirche La Nativité-de-la-Vierge